# دانشگاه آزاد اسلامی واحد دماوند
دانشگاه آزاد اسلامی واحد دماوند در سال ۱۳۸۱ هجری شمسی فعالیت خود را به‌طور رسمی با ۲۹۲ دانشجو در شهر دماوند آغاز کرد و اکنون به درجه واحد بزرگ رسیده‌است و هم‌اکنون دارای بیش از ۱۲۰۰۰ نفر دانشجو در ۴۶ رشته تحصیلی شامل ۱۰ رشته کاردانی و ۲۷ رشته کارشناسی و ۹ رشته کارشناسی ارشد می‌باشد.

## محوطه دانشگاه و امکانات آموزشی و رفاهی
این واحد دانشگاهی از مجتمعی آموزشی به مساحت ۴۰ هکتار تشکیل شده‌است که در حال حاضر شامل مجتمع‌های آموزشی و اداری و یک سالن سلف سرویس به زیربنای ۴۰۰۰ متر مربع و کارگاه‌های فنی و آزمایشگاهی با زیربنای ۲۱۰۰ متر مربع می‌باشد و کار احداث سالن ورزشی، مسجد و ساختمان جدید اداری نیز هم چنان ادمه دارد.

## رشته‌های کارشناسی
- مهندسی برق (الکترونیک و قدرت)
- مهندسی مکانیک (طراحی جامدات و حرارت و سیالات)
- مهندسی عمران
- مهندسی معماری
- مهندسی کامپیوتر (نرم‌افزار و سخت‌افزار)
- مهندسی صنایع
- حقوق
- زمین‌شناسی
- مهندسی محیط زیست
- حسابداری
- علوم ارتباطات اجتماعی (روزنامه‌نگاری)
- علوم ارتباطات (روابط عمومی)
- علوم تربیتی
- مترجمی زبان انگلیسی
- آموزش زبان انگلیسی
- آموزش و پرورش پیش دبستانی و دبستانی

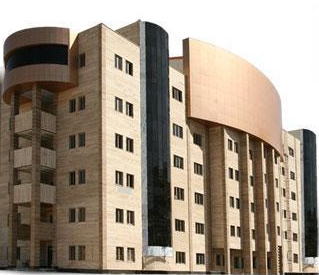

- مدیریت و برنامه‌ریزی آموزشی

## رشته‌های کارشناسی ارشد
- مهندسی برق گرایش الکترونیک
- مهندسی برق گرایش قدرت
- مهندسی کامپیوتر
- زمین‌شناسی گرایش نفت
- حقوق گرایش خصوصی
- حقوق گرایش جزا
- حقوق بین‌الملل
- حقوق عمومی
- زبان انگلیسی
- حسابداری
- ارتباطات اجتماعی
- مدیریت اجرایی
- مهندسی مکانیک
- مهندسی معماری

### رشته های دکترا
حسابداری
مدیریت آموزشی
مدیریت رسانه
مهندسی برق قدرت
مهندسی برق کنترل و سیستم
مهندسی مکانیک - تبدیل انرژی
مهندسی مکانیک - طراحی جامدات
محیط زیست - آلودگی محیط زیست

## موفقیت‌ها و فعالیت‌های پژوهشی
دانشگاه آزاد اسلامی واحد دماوند در رمینه‌های گوناگون علمی، پژوهشی و ورزشی موفقیت‌هایی کسب کرده‌است نظیر تیم روباتیک این واحد که در سال‌های گذشته روبات مین یاب این تیم شش مقام کشوری و بین‌المللی نظیر مقام اول مسابقات ایران اپن ۲۰۱۱ را به دست آورده و همچنین ربات DML دانشگاه آزاد اسلامی واحد دماوند در مسابقات بین‌المللی روبوکاپ ایران اپن ۲۰۱۲ و همچنین مسابقات جهانی روبوکاپ سال ۲۰۱۲ در کشور مکزیک به مقام قهرمانی لیگ ربات امدادگر واقعی در کلاس جابجایی اجسام دست یافت. از دیگر موفقیت‌های این واحد دانشگاهی کسب مدال طلای مسابقات بین‌المللی اختراعات چین و کرواسی در سال ۱۳۹۱ می‌باشد، مسابقات و نمایشگاه‌های بین‌المللی اختراعات چین و کرواسی از بالاترین جایگاه علمی و پژوهشی در زمینه اختراعات دنیا برخوردار است که بیش از ۲۵ کشور در آن شرکت داشتند و از میان ۲۱۱ طرح ارائه شده طرح‌های واحد دماوند حائز مدال طلا گردیدو فارغ‌التحصیلی محمدرضا تاجیک اولین دانش‌آموخته رشته مهندسی مکانیک (جدید) در ایران در سال ۱۳۹۲ از این دانشگاه جز موفقیت‌های علمی دیگر آن به حساب می‌آید. این واحد طی سال‌های گذشته در حدود ۷۲ مقاله ISI داشته‌است و هم چنین حدود ۱۰۰ مقاله پژوهشی دیگر در ژورنال‌های داخلی و خارجی به چاپ رسانده‌است؛ و در زمینه مسابقات ورزشی نیز موفقیت‌های زیادی به دست آورده‌است همچون قهرمانی در مسابقات بین‌المللی جودو دانشجویی در سال ۱۳۹۰.
نقاط ضعف
نبود سرویس حمل و نقل درون دانشگاهی